# His Kind of Love Songs
 (mars 2025).
Albums de Charles Aznavour
His Love Songs in English
(1965) Of Flesh and Soul – Charles Aznavour Sings in English
(1969)
His Kind of Love Songs est le 4e album studio de Charles Aznavour en anglais. Il sort en 1966.
Cet album a aussi été édité en 1967 sous l'étiquette Reprise en Stéréo. Il présente une nouvelle version du titre Don't Say a Word, dont la première version était parue sur l'album précédent, His Love Songs in English. L'album a été arrangé et dirigé par Gordon Jenkins.

## Liste des chansons
| 1. | After loving you (De t'avoir aimée)           | Charles Aznavour, Adapt. Buddy Kaye                          | 03:00 |
| 2. | Between us (Entre nous)                       | Charles Aznavour, Adapt. Buddy Kaye                          | 02:54 |
| 3. | August days in Paree (Paris au mois d'août)   | Charles Aznavour / Georges Garvarentz, Adapt. David Newburge | 03:53 |
| 4. | Don't say a word (2e version) (Après l'amour) | Charles Aznavour, Adapt. Johnny Worth / David Newburge       | 02:36 |
| 5. | And I in my chair (Et moi dans mon coin)      | Charles Aznavour, Adapt. David Newburge                      | 03:53 |
| 6. | Happy anniversary (Bon anniversaire)          | Charles Aznavour, Adapt. Herbert Kretzmer                    | 03:57 |

| 7.  | Paris is at her best in May (J'aime Paris au mois de mai) | Charles Aznavour / Pierre Roche - Charles Aznavour, Adapt. Gene Lees | 03:47 |
| 8.  | La bohème (Version anglaise)                              | Jacques Plante / Charles Aznavour, Adapt. Herbert Kretzmer           | 03:50 |
| 9.  | Yesterday, when I was young (Hier encore)                 | Charles Aznavour, Adapt. Herbert Kretzmer                            | 02:30 |
| 10. | My painful love (Ma mie)                                  | Charles Aznavour, Adapt. Buddy Kaye                                  | 02:25 |
| 11. | How to write a song (Pour essayer de faire une chanson)   | Charles Aznavour, Adapt. David Newburge                              | 02:14 |
| 12. | Children of war (Les enfants de la guerre)                | Charles Aznavour, Adapt. Addiss                                      | 03:38 |